# Plochtchad Alexandra Nevskogo 1 (métro de Saint-Pétersbourg)
Pour les articles homonymes, voir Plochtchad Alexandra Nevskogo (homonymie).
Plochtchad Alexandra Nevskogo 1 (en russe : Пло́щадь Алекса́ндра Не́вского-1) est une station de la ligne 3 du Métro de Saint-Pétersbourg. Elle est située sous la place éponyme Plochtchad Alexandra Nevskogo, dans le raïon Central, à Saint-Pétersbourg en Russie.
Mise en service en 1967, elle est desservie par les rames de la ligne 3 du métro de Saint-Pétersbourg. Elle est en correspondance directe avec la station Plochtchad Alexandra Nevskogo 2 desservie par la ligne 4.

## Situation sur le réseau

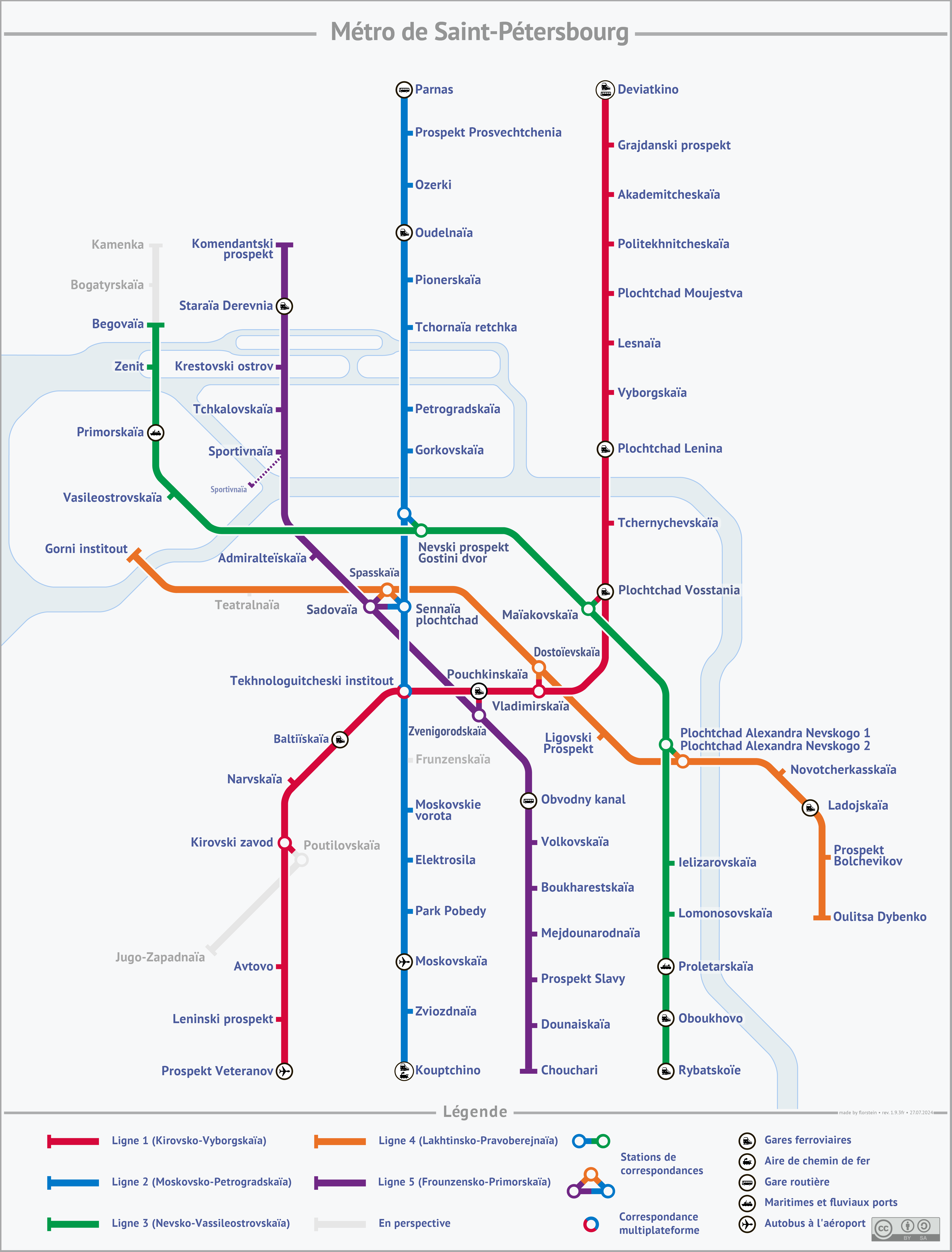
Plan du métro.

Établie en souterrain à 54 m. de profondeur, Plochtchad Alexandra Nevskogo 1 est une station de passage de la ligne 3 du métro de Saint-Pétersbourg. Elle est située entre la station Maïakovskaïa, en direction du terminus nord-ouest Begovaïa, et la station Ielizarovskaïa, en direction du terminus sud-est Rybatskoïe.
La station dispose d'un quai central encadré par les deux voies de la ligne. Elle est en correspondance directe avec la station plus profonde  Plochtchad Alexandra Nevskogo 2, de la ligne 4, située perpendiculairement.

## Histoire
La station Plochtchad Alexandra Nevskogo 1 est mise en service le 3 novembre 1967, lors de l'ouverture à l'exploitation de la section de Vassileostrovskaïa au terminus Plochtchad Alexandra Nevskogo 1. Elle doit son nom à la place éponyme, place Alexandre-Nevski, située à proximité. La station souterraine est construite suivant un nouveau type de station dite station fermée (ru), ou le quai central donne sur des portes fermées qui ne s'ouvrent en coulissant que lorsque la rame est présente.
Le pavillon d'accès avec son hall est, en 1974, intégré au rez-de-chaussée de l'hôtel de Moscou construit sur cet emplacement. La station est fermée du 1er juin 2010 au 31 mars 2011 pour une remise en état du tunnel en pente et ses escaliers mécaniques,.

## Services aux voyageurs

### Accès et accueil
Elle dispose d'un pavillon de surface, intégré dans l'hôtel de Moscou, avec un accès au rez-de-chaussée de l'hôtel. Elle est en relation avec le quai par un tunnel en pente équipé de trois escaliers mécaniques. Elle est en correspondance directe avec la station Plochtchad Alexandra Nevskogo 2 par une relation souterraine débutant au sud du quai par un escalier fixe, un palier permettant de poursuivre à angle droit par trois marches vers un tunnel en pente équipé de quatre escaliers mécaniques qui rejoint l'est du quai de Plochtchad Alexandra Nevskogo 2.

Installations
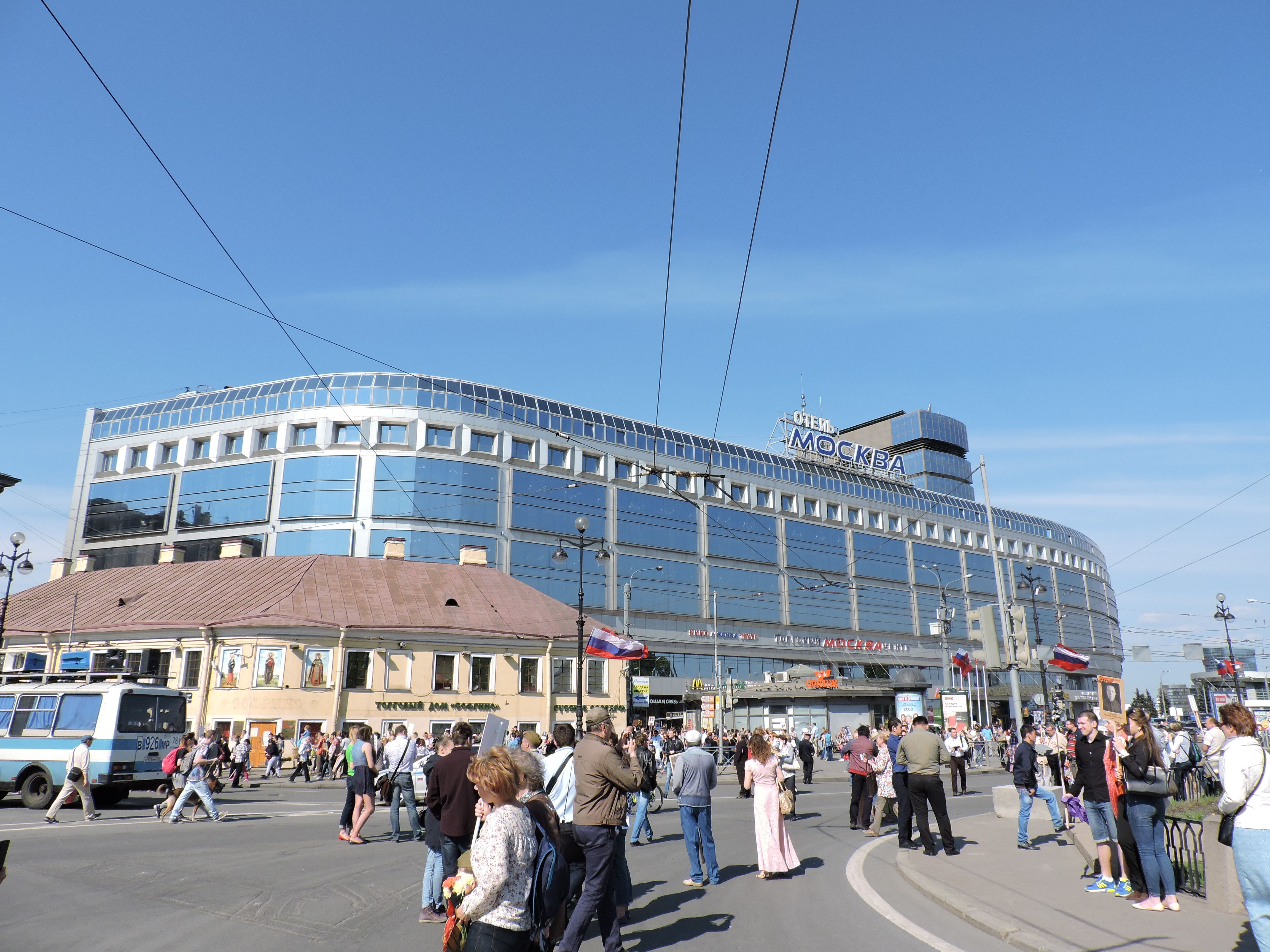
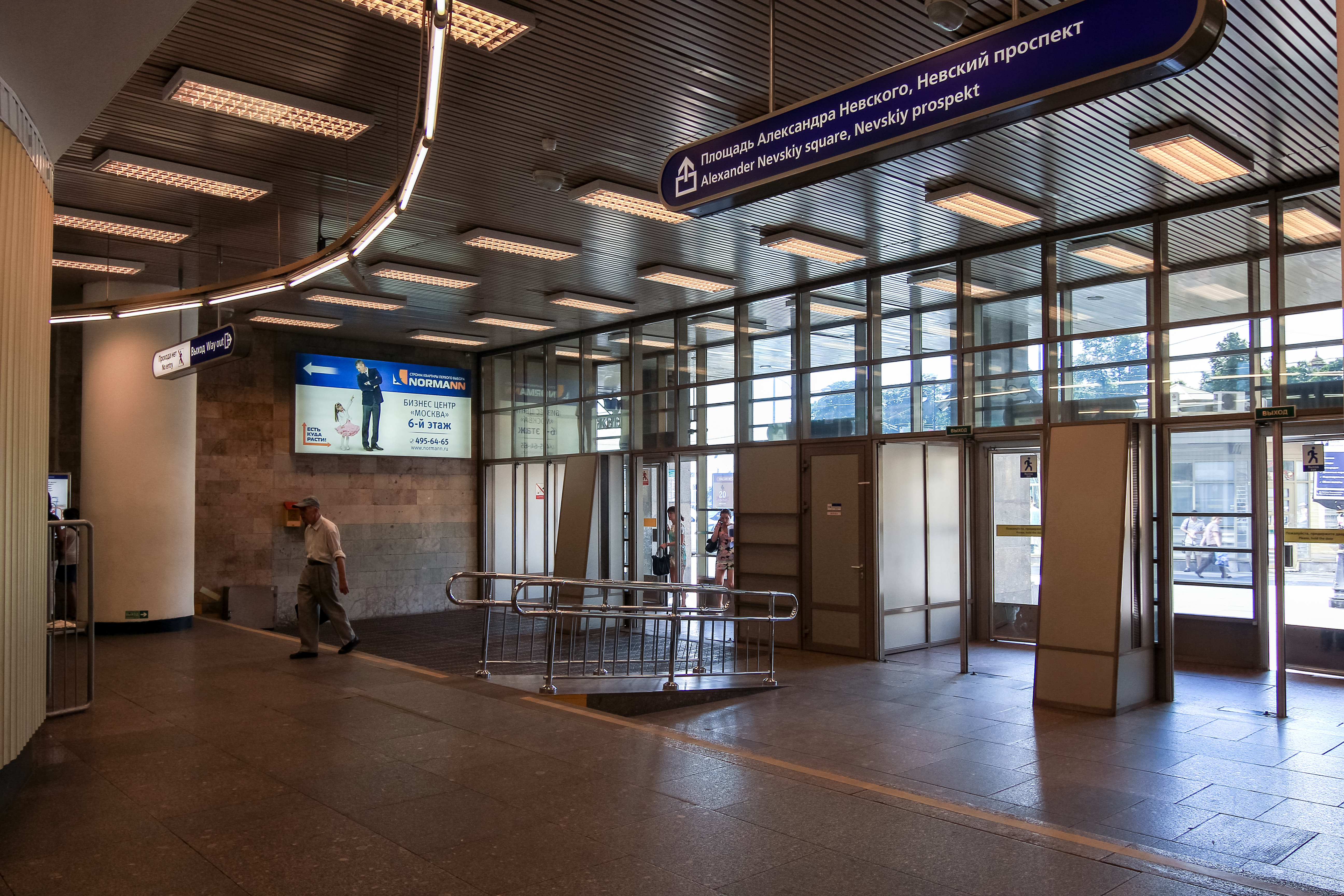
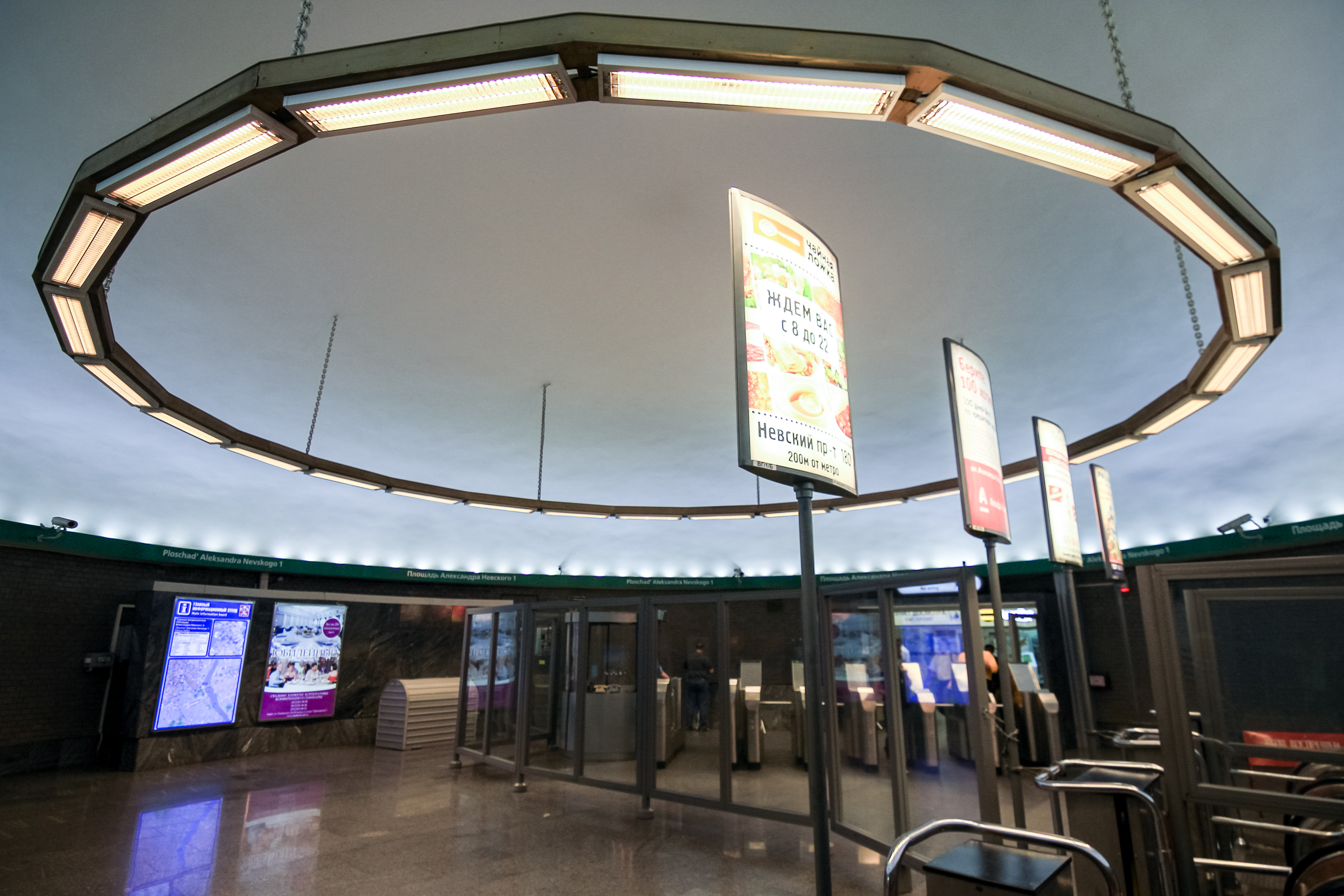

### Desserte
Plochtchad Alexandra Nevskogo 1 est desservie par les rames de la ligne 3 du métro de Saint-Pétersbourg. Elle est du type station fermée (ru) avec un accès aux rames par des portes coulissantes, donnant sur le quai central, ouvertes uniquement lorsque la rame est présente.

Installations et desserte
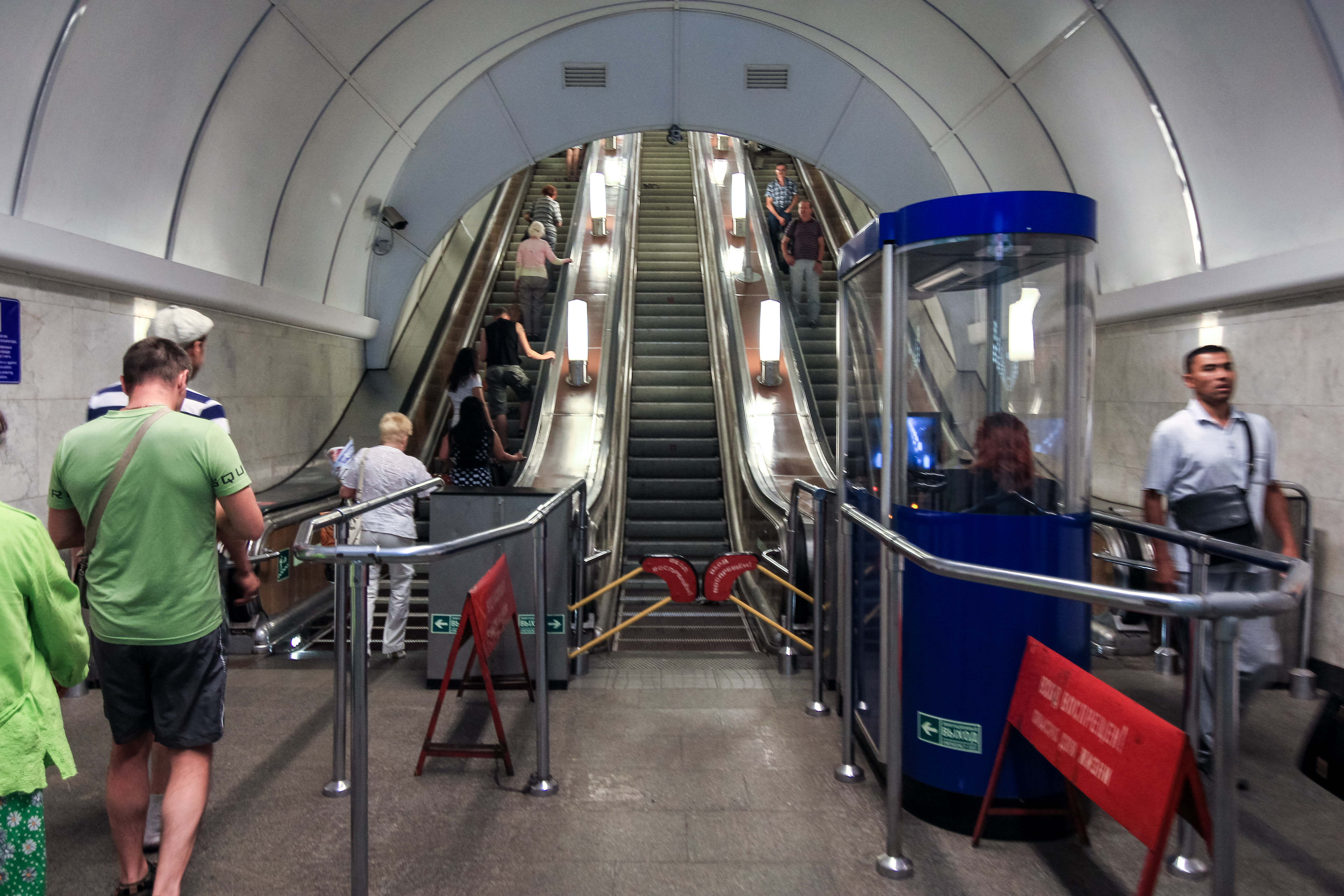
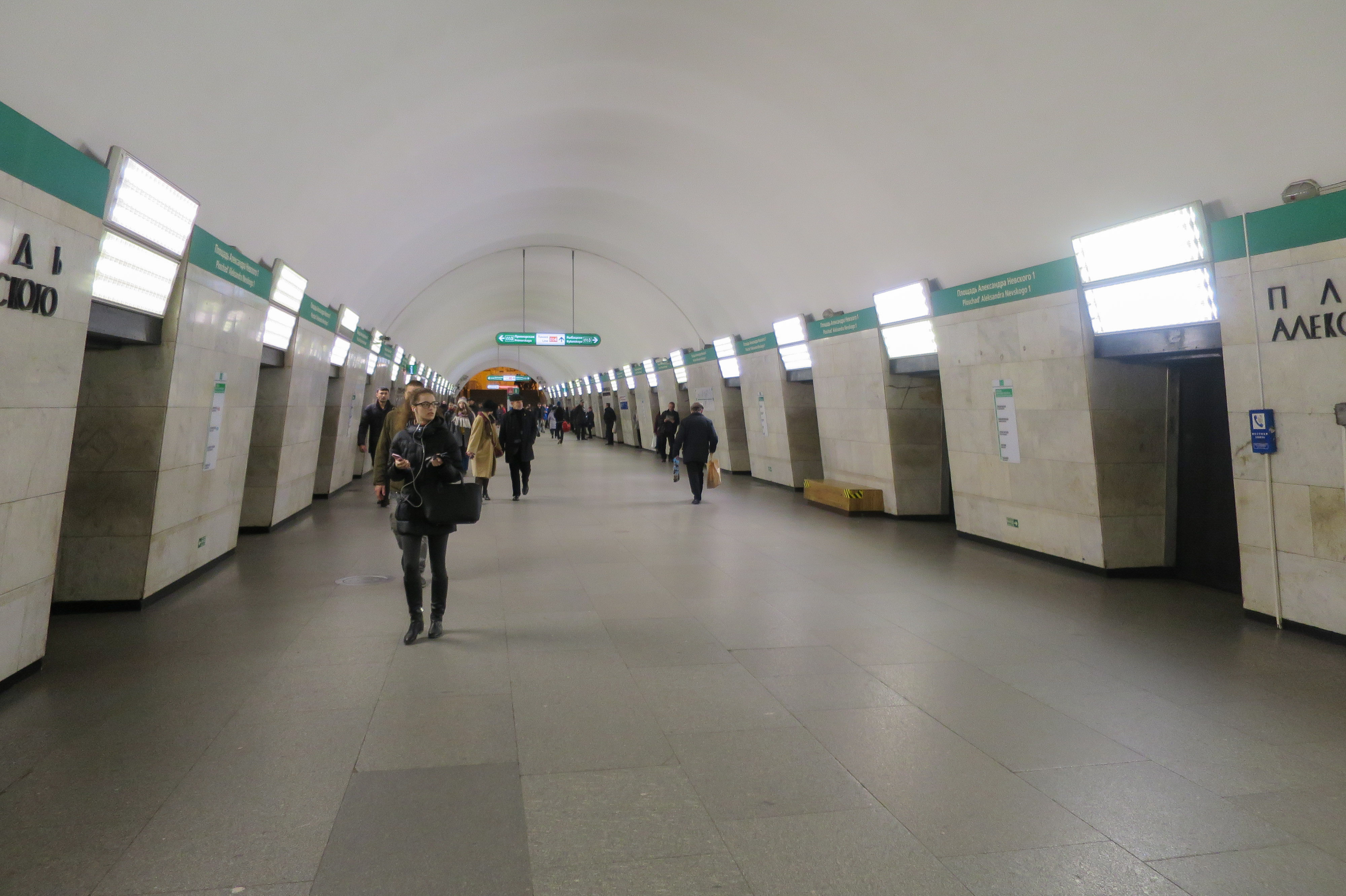
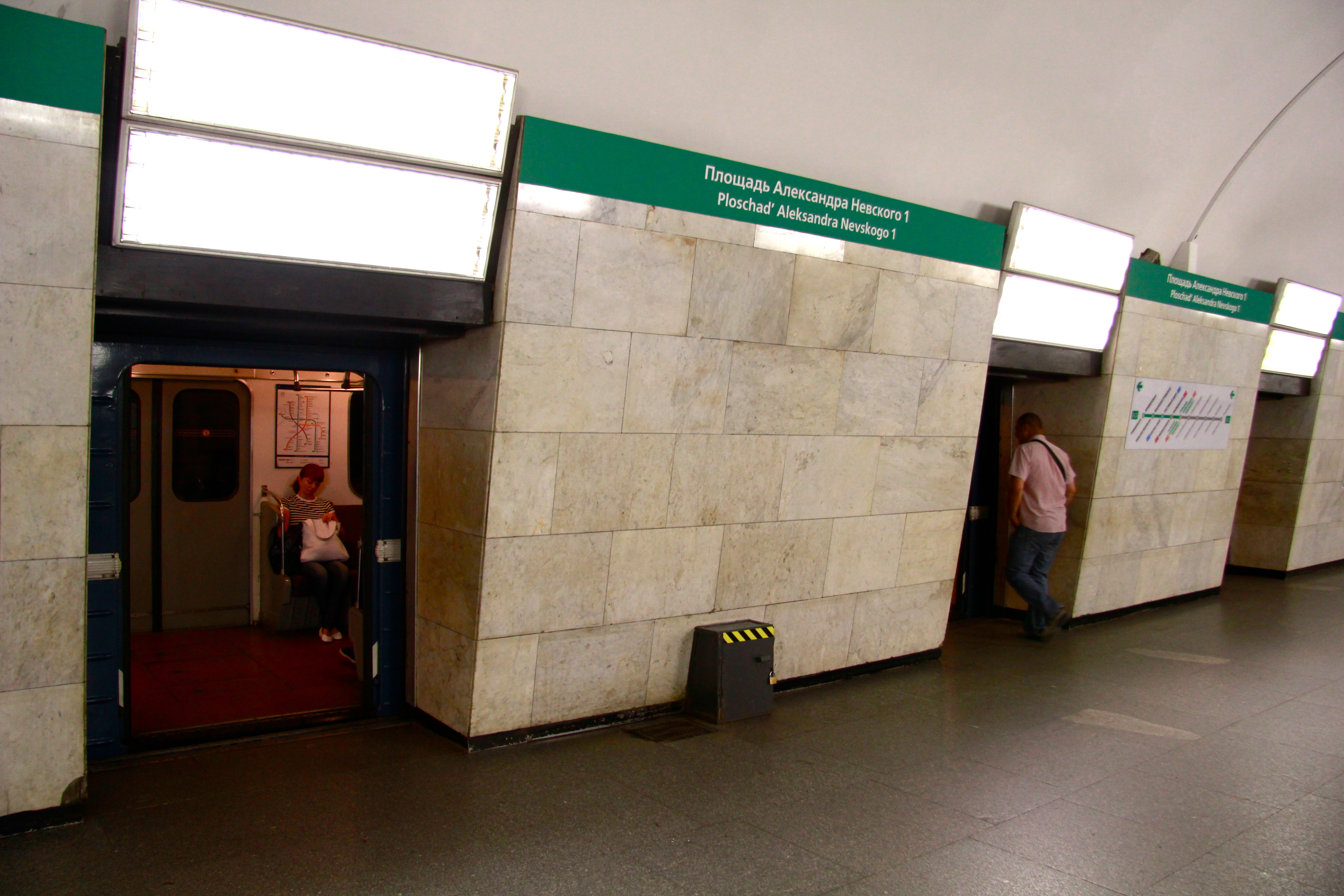

### Intermodalité
Elle est en correspondance avec la station Plochtchad Alexandra Nevskogo 2 desservie par la ligne 4, par l'intermédiaire d'une relation souterraine entre le sud de la station 1 et l'est de la station 2, composée d'un couloir en tunnel avec deux escaliers fixes et quatre escaliers mécaniques. Elle dispose à proximité d'une station du tramway de Saint-Pétersbourg, desservie par les lignes 7, 24 et 65, et des arrêts de bus desservis par de nombreuses lignes.